# Kung-Fu Master (computerspel)

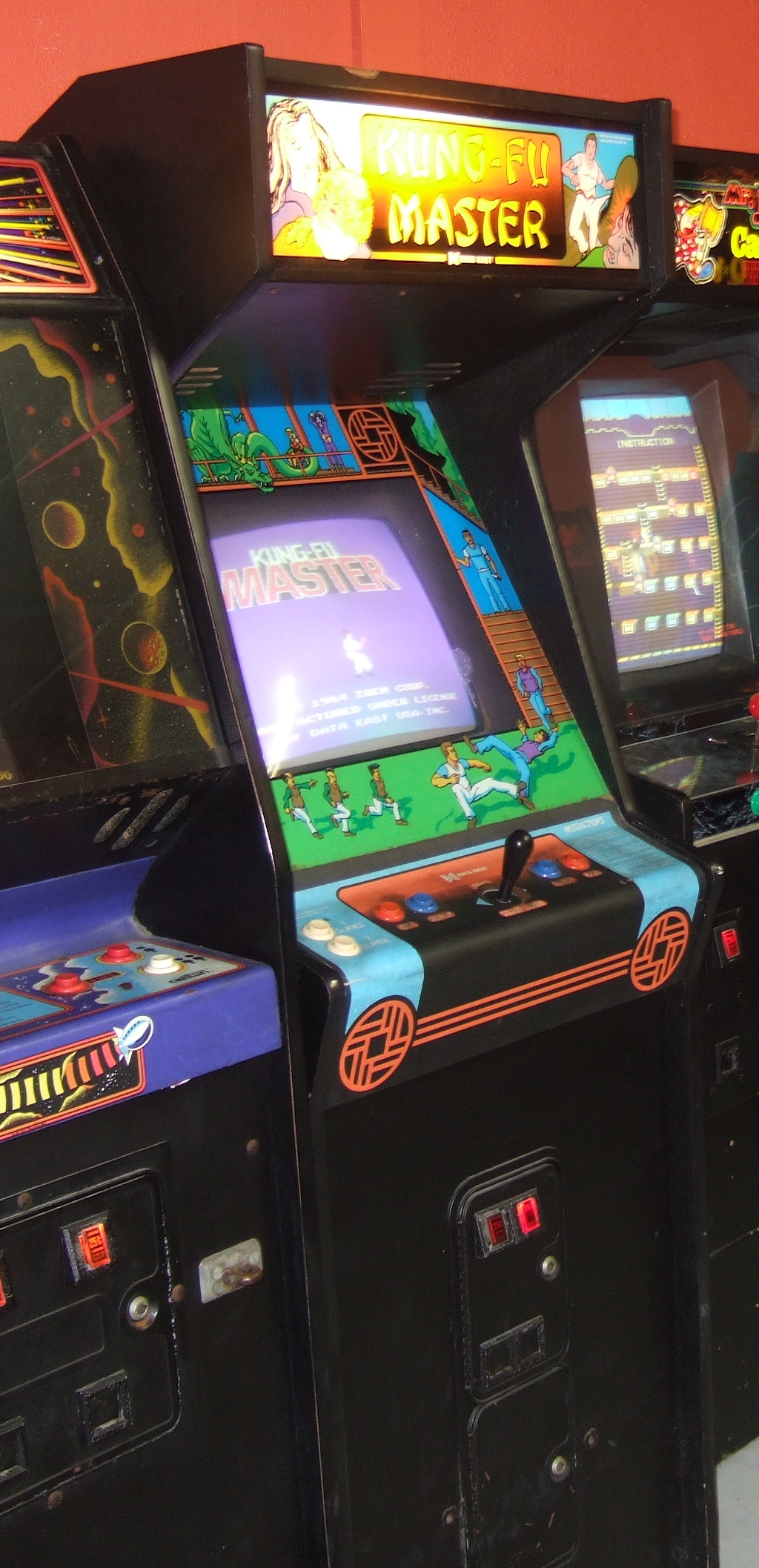
Kung-Fu Master

Kung-Fu Master is de Engelstalige titel van een Beat 'em up arcadespel uit 1984 van de Japanse firma Irem. De originele Japanse titel is Spartan X (スパルタン) en werd daar ook verdeeld via Irem. Daarbuiten werd het spel verdeeld via het bedrijf Data East.
Het spel is gebaseerd op de film Spartan X met Jackie Chan. Deze film werd in Europa en de Verenigde Staten uitgebracht onder de naam Wheels on Meals. Van Kung-Fu Master wordt algemeen aangenomen dat het een van de eerste succesvolle beat 'em up-spellen is. Het spel bevat ook elementen van de film Game of Death met Bruce Lee.

## Gameplay
Kung-Fu Master is een 2D-spel waarin de speler het personage Thomas Keiji aanstuurt met 6 knoppen:
- 2 knoppen dienen om Thomas links of rechts over het scherm te laten bewegen
- 1 knop dient om Thomas te laten springen, een andere om hem te laten bukken.
- 1 knop dient om Thomas te laten vechten met zijn armen, de andere om hem te laten vechten met zijn benen

Thomas kan vechten terwijl hij stilstaat, wandelt, springt of bukt. Vechten met de armen levert meer punten op, maar het duurt langer om de tegenstander te verslaan in vergelijking met de benen. De meeste menselijke vijanden trachten Thomas te klemmen in hun handen (verder "grijpers" genoemd). De speler kan Thomas bevrijden door snel de combinatie links↔rechts een paar keer in te drukken.
Links bovenaan staan twee balken. De ene balk geeft de levensenergie aan van Thomas, de andere die van de tegenstander waarmee hij momenteel vecht. Telkens als een personage een slag krijgt van de tegenstander zal hij een gedeelte van zijn energie verliezen. De persoon wiens balk het snelste leeg is, verliest het gevecht. Wanneer Thomas zijn energie op is, dient hij het gehele level opnieuw te spelen. Het spel gaat dus niet verder waar hij werd gedood. Naargelang de instellingen zijn er drie tot vijf levens.
Rechts bovenaan staat een tijdbalk startende vanaf 2000. Het level moet beëindigd zijn voordat deze teller op nul staat. Hoe meer tijd er nog over is na het beëindigen van het level, hoe meer bonuspunten de speler krijgt. Deze bonuspunten worden ook nog vermeerderd met de resterende energie van Thomas. In het midden staat nog een indicatie in welke van de vijf area's men zich bevindt (zie verder)

## Intro 1
In de meeste releases in de Westerse wereld begint onmiddellijk na het inladen van het spel een intro waar Thomas Keiji en zijn vriendin Sylvia te zien zijn. Er verschijnt boven hen de tekst: "A Kung-Fu Master Thomas and Sylvia were suddenly attacked by several unknown guys" (vrij vertaald: Kung-Fu master Thomas en Sylvia werden plots aangevallen door enkele onbekende mannen). Vervolgens verschijnen er links en rechts in beeld 3 vechters. Terwijl Thomas de linkse krijgers met succes overwint, ontvoeren de drie rechtse krijgers Sylvia. Vervolgens verschijnt de tekst "Later, Thomas found a letter from X. He is an inhabitant of the Devil's Temple" (vrij vertaald: Later vond Thomas een brief van de heer X. Hij is een inwoner van de Duivelse Tempel).
Daarop verschijnt het scherm waar men het aantal speelcredits en spelers kan opgeven.

## Intro 2
Bij het begin van elk nieuw spel verschijnt in de meeste releases in de Westerse wereld een tweede intro waar de brief uit Intro 1 te lezen is: "your love Sylvia is in custody now. If you want to save your dear Sylvia's life, come to the Devil's temple at once. 5 sons of the devil will entertain you" (vrij vertaald: Sylvia, uw geliefde, is in onze handen. Als je uw liefste Sylvia haar leven wil redden, kom dan onmiddellijk naar de Duivelse Tempel. Vijf zonen van de duivel zullen je amuseren.)

## Area's, verdiepingen en vijanden
Het spel bestaat uit 5 area's. Elke area bestaat uit vijf levels. Elk level stelt een verdieping voor van Devil's temple. Op elke verdieping dient Thomas meerdere vijanden te overwinnen. Op het einde van elke verdieping dient hij de betreffende eindbaas (=son of devil) te bevechten. Helemaal op het einde van de vijfde verdieping van elke area kan Thomas zijn vriendin Sylvia bevrijden.
Aan het begin van het spel zit de speler in area 1. Elke area bestaat dus uit vijf levels.
- Eerste level: deze gang bevat grijpers en messenwerpers. De eindbaas heeft een stok als extra wapen.
- Tweede level: deze gang bevat in de eerste helft vooral draken, slangen, vallende vazen en ontploffende confetti-bollen. In de tweede helft zijn er grijpers en dwergen. De eindbaas heeft een boemerang als extra wapen.
- Vervolgens verschijnt een kleine animatie waar aan de linkerkant Sylvia is vastgebonden aan een stoel en "Help me, Thomas!" roept. Rechts staat Thomas die haar antwoordt met de woorden: "I'm coming right away, Sylvia" (Ik kom eraan, Sylvia). Bovenaan staat de tekst "Let's try next floor" (Laten we de volgende verdieping proberen)
- Derde level: grijpers, dwergen en messenwerpers. De eindbaas is een reus.
- Vierde level: In het eerste deel van de gang vliegen giftige vlinders. De eindbaas heeft een mes en werpt vuurballen. Thomas dient deze baas drie keer te verslaan.
- Dezelfde animatie als tussen level 2 en 3 verschijnt opnieuw
- Vijfde level: deze gang bevat grijpers, messenwerpers en dwergen. De eindbaas is ook een Kung Fu-master, maar heeft geen wapens. Op het einde van de gang zit Sylvia op een stoel.
- Eindanimatie: Thomas en Sylvia omhelzen elkaar. Rond hen vliegen hartjes. Bovenaan staat de tekst "A kung-fu master Thomas and Sylvia enjoyed happiness again for a little while. But their happy days did not last long." (Een Kung-fu master, Thomas, en Sylvia genoten nog even van hun geluk. Maar hun gelukkige dagen duurden niet lang.)

Daarop gaat het spel naar Area 2. De levels zijn hetzelfde als in Area 1, maar iets moeilijker. Nadat Sylvia vijf keer werd gered (dus na 5 area's), is het spel afgelopen.

## Platforms
| Jaar | Platform                                 |
| ---- | ---------------------------------------- |
| 1984 | Arcade, Spectravideo                     |
| 1985 | Apple II, Commodore 64, NES, ZX Spectrum |
| 1987 | Amstrad CPC, Atari 2600                  |
| 1989 | Atari 7800                               |
| 1990 | Game Boy                                 |

Hiernaast werd het spel uitgebracht voor de BeOS x86, DOS, Java, Linux, MSX, PlayChoice-10, Sega SG-1000 en Windows .
Op 8-bit spelcomputers, zoals GameKing, kwam het spel uit onder de naam Nagual. Omwille van beperkingen was de grafische en geluidskwaliteit ondermaats.
De NES-versie werd in de Westerse wereld uitgebracht door Nintendo onder de naam "Kung Fu". Voor deze versie stond Jackie Chan model voor het personage Thomas.

## Ontvangst
| Beoordeeld door                     | Platform   | Datum             | Score |
| ----------------------------------- | ---------- | ----------------- | ----- |
| Game Freaks 365                     | Atari 2600 | 4 juli 2009       | 85%   |
| Génération 4                        | NES        | 1987              | 80%   |
| Jeuxvideo.com                       | NES        | 4 januari 2012    | 75%   |
| Power Play                          | Atari 2600 | maart 1988        | 75%   |
| VideoGame                           | NES        | maart 1991        | 60%   |
| Video Games                         | Game Boy   | juni 1991         | 52%   |
| The Video Game Critic               | Atari 7800 | 22 april 2010     | 50%   |
| Digital Press - Classic Video Games | NES        | 11 september 2004 | 50%   |
| Digital Press - Classic Video Games | Atari 2600 | 25 september 2004 | 50%   |
| Power Play                          | Game Boy   | april 1991        | 46%   |
| Power Play                          | NES        | december 1987     | 45%   |
| The Video Game Critic               | NES        | 28 april 2003     | 42%   |
| Mean Machines                       | Game Boy   | augustus 1992     | 17%   |

## Trivia
- Het spel is opgenomen in het boek 1001 Video Games You Must Play Before You Die van Tony Mott.